# Aleksandra Radović
Aleksandra Radović (Servisch: Александра Радовић) (Bogatić, Joegoslavië (hedendaags Servië), 10 september 1974) is een Servische zangeres. Ze is een van de succesvolste en populairste zangeressen in Servië.

## Discografie

### Albums
| Release | Album              |
| ------- | ------------------ |
| 2003    | Aleksandra Radović |
| 2006    | Dommino            |
| 2009    | Žar Ptica          |